# Kyrkogårdsfjärden
Kyrkogårdsfjärden är en fjärd i Finland. Den ligger i landskapet Nyland, i den södra delen av landet, 40 km sydväst om huvudstaden Helsingfors.